# 12117 Мегмессіна
12117 Мегмессіна (12117 Meagmessina) — астероїд головного поясу, відкритий 10 травня 1999 року.
Тіссеранів параметр щодо Юпітера — 3,464.